# Hydrosmecta pseudodiosica
Hydrosmecta pseudodiosica är en skalbaggsart som beskrevs av Lohse in Lohse, Klimaszewski och Ales Smetana 1990. Hydrosmecta pseudodiosica ingår i släktet Hydrosmecta och familjen kortvingar. Inga underarter finns listade i Catalogue of Life.